# Beyren-lès-Sierck
Beyren-lès-Sierck település Franciaországban, Moselle megyében. Lakosainak száma 528 fő (2022. január 1.). Beyren-lès-Sierck Fixem, Gavisse, Haute-Kontz, Puttelange-lès-Thionville és Rodemack községekkel határos.

## Népesség
A település népességének változása:
| Lakosok száma | 307  | 353  | 430  | 462  | 528  | 536  | 517  | 508  | 512  | 528  |
|               | 1968 | 1982 | 1990 | 2006 | 2013 | 2015 | 2017 | 2019 | 2020 | 2022 |